# Pavonia pirottae
Pavonia pirottae är en malvaväxtart som först beskrevs av Terracc., och fick sitt nu gällande namn av Emilio Chiovenda. Pavonia pirottae ingår i släktet påfågelsmalvor, och familjen malvaväxter. Inga underarter finns listade i Catalogue of Life.